# 山口県立響高等学校
山口県立響高等学校（やまぐちけんりつ ひびきこうとうがっこう）とは、山口県下関市豊浦町小串新宮に所在している公立の高等学校。

高校相撲の名門として知られたが、2020年3月をもって閉校となった。

## 設置学科
- 普通科

## 沿革
（沿革節の主要な出典は公式サイト）
- 1948年（昭和23年）6月9日 - 山口県立下関女子高等学校黒井分校（昼間定時制課程-農業科・家庭科）として豊浦郡黒井村（当時）の黒井中学校内に設置
- 1950年4月1日 - 山口県立下関西高等学校と山口県立下関南高等学校（旧下関女子高等学校）の統合のため山口県立下関西高等学校黒井分校と改称し普通科に改める（1954年に下関西高と下関南高が再分離後も下関西高の分校として存続）。
- 1972年11月1日 - 豊浦郡豊浦町（当時）小串の現在地（旧・山口龍谷高等学校跡）に移転し、校名を山口県立下関西高等学校響分校に改称する。
- 1980年4月1日 - 下関西高等学校から分離し山口県立響高等学校となる
- 1995年（平成7年）4月1日 - 普通科国際コースを設置
- 2006年4月1日 - 国際コースを廃止
- 2013年6月12日 - 本部棟の手抜き工事が発覚。同月17日に公表[2][3]。
- 2018年4月1日 -近年の生徒数減少に伴い、 豊北高校と統合して山口県立下関北高等学校を設置。
- 2020年3月 - 閉校。

## 著名な卒業生
- 豊響隆太 - 大相撲力士
- 勝誠剛 - 大相撲力士
- 響龍光稀 - 大相撲力士

## 跡地利用
閉校後の跡地に関して地元からは公共施設としての利活用を求める声が上がったが、下関市は財政難や公共施設削減の方針にそぐわないとして県からの取得を拒否した。最終的には、近隣に立地し敷地・校舎が手狭となっていた山口県立豊浦総合支援学校の移転先となり、響高校跡地に豊浦総合支援学校の校舎が新築されることとなった。